# Райнер Йосип, ерцгерцог Австрійський
Райнер Йосип Йоганн Міхаель Франц Ієеронимус Австрійський (нім. Rainer Joseph Johann Michael Franz Hieronymus von Österreich; 30 вересня 1783, Піза, Тоскана — 16 січня 1853, Больцано, Трентіно — Альто-Адідже) — ерцгерцог Австрії, принц Угорщини і Богемії, віце-король Ломбардо-Венеціанський.

## Біографія
Райнер Йосип був одним з молодших синів імператора Леопольда II і Марії Луїзи. Незважаючи на те, що страждав на епілепсію, зумів зробити військову кар'єру.
З 1818 по 1848 роки був віце-королем Ломбардо-Венеціанського королівства, яке входило до складу Австрійської імперії; його діяльність на цій посаді стала однією з причин революції 1848 року в Північній Італії.

## Родина
28 травня 1820 року Райнер Йосип одружився в Празі з Марією Єлизаветою Савойською-Каріньяно. У них було вісім дітей.